# Romain-sur-Meuse
Romain-sur-Meuse is een gemeente in het Franse departement Haute-Marne (regio Grand Est) en telt 147 inwoners (1999). De plaats maakt deel uit van het arrondissement Chaumont.

## Geografie
De oppervlakte van Romain-sur-Meuse bedraagt 16,4 km², de bevolkingsdichtheid is 9,0 inwoners per km².

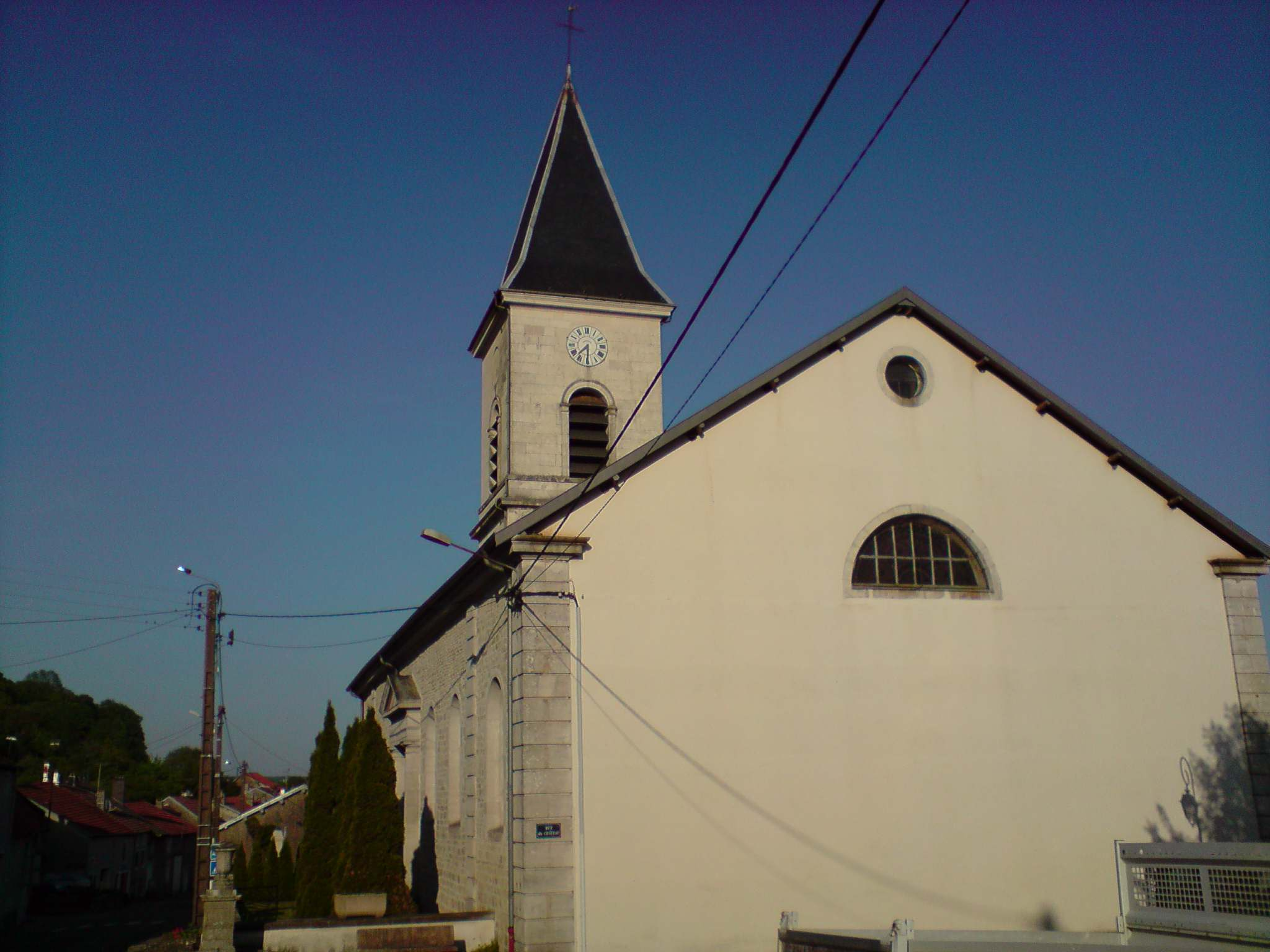

De onderstaande kaart toont de ligging van Romain-sur-Meuse met de belangrijkste infrastructuur en aangrenzende gemeenten.

## Demografie
Onderstaande figuur toont het verloop van het inwonertal (bron: INSEE-tellingen).